# Клименко Олександр Анатолійович
Олекса́ндр Климе́нко  (1 травня 1983, Березань Київська область) — переможець шоу каналу 1+1 «Голос Країни 7». Протоієрей Української Православної Церкви.

## Життєпис
Закінчив Київську духовну академію і семінарію, в священний сан був висвячений в 2007 році Митрополитом Володимиром.
Співав з юнацтва твори різних авторів, брав участь у концертах до Дня Перемоги та Незалежності України.
Служить у Софронієвському храмі міста Березань і Свято-Троїцькому храмі села Недра Баришівського району Київської області.
Одружений, батько чотирьох дітей.

## Контраверсії
Олександра звинувачували в тому, що називав майданівців безумцями, інформував своїх читачів про нові твори українофоба Охлобистіна, захоплювався російськими православними пропагандистами та ображав вірян інших конфесій.
На запитання стосовно членства в УПЦ МП Олександр відповів:
| Особисто мені важливо перебувати в тій церкві, яка буде в молитовній єдності з усіма церквами православного світу. Якщо такою церквою буде єдина помісна українська церква, то звісно, я буду радий… тим більше, якщо це послужить примиренню всього народу. Я завжди за примирення. |

## Активна діяльність
18 травня 2017 року взяв активну участь та заспівав на мітингу під Верховною Радою України, організованому Українською православною церквою .